# Mor (román)
Mor (francouzsky La Peste) je filosofický román francouzského spisovatele Alberta Camuse z roku 1947. Čtenářsky náročné filozofické dílo tematizuje vzpouru, boj a vzepření se neradostnému lidskému údělu. Na text bývá nahlíženo rovněž jako na metaforu symbolizující francouzský odpor proti fašismu během II. světové války. Mor je považován za klasiku existencialismu, ačkoli autor toto označení odmítal.

## Postavy
- dr. Bernard Rieux – lékař, vypravěč příběhu
- Jean Tarrou – tajemná postava, pozorovatel
- Raymond Rambert – novinář
- otec Paneloux – jezuitský kněz
- M. Michel – jedna z posledních obětí moru
- Cottard – překupník
- Joseph Grand – úředník
- M. Othon – radní Oranu, otec J. Othona
- Jacques Othon – chlapec, syn M. Othona
- madame Rieux – matka Bernarda Rieuxe
- dr. Richard – starší lékař
- dr. Castel – starší lékař
- Raoul, Louis, Marcel, Gonzales, Garcia – převaděči

## Děj
Kniha je jakousi románovou kronikou, jejíž děj se odehrává v alžírském Oranu – francouzském koloniálním městě zamořeném morem. Kroniku píše jeden z hrdinů (lékař Bernard Rieux), využívá při tom zápisky intelektuála Tarroua. V Oranu poznenáhlu vypukne morová epidemie. Tragédie začne hromadným úhynem krys ve městě, lidské oběti na sebe nenechají dlouho čekat. Zpočátku nechce nikdo uvěřit varování dr. Rieuxe, který záhy odhalí velké nebezpečí a požaduje po starostovi zavedení tvrdých bezpečnostních opatření včetně karantény. Zanedlouho je však starosta nucen uznat oprávněnost požadavků dr. Rieuxe a město se změní v hermeticky uzavřený mikrosvět. Vojáci dohlížejí na to, aby se z oploceného města nikdo nedostal. Situace se stane natolik vážnou, že kdokoliv se o to pokusí, je zastřelen. Dovnitř proudí pouze zásoby potravin a zdravotnický materiál. Začíná boj mezi obyvateli a zhoubnou nákazou. Počáteční panika se změní v odhodlání lidí postavit se tváří krizovému stavu. Mrtvých ale přibývá, provizorní hřbitovy se plní, protilátky neúčinkují, jak by měly a síly docházejí. Nikdo si nemůže být jist, zda to nebude právě on, koho mor pozve ke hře o život. V těchto vypjatých chvílích se ukážou povahy lidí v pravém světle. Zdaleka ne každý obstojí se ctí a najdou se i tací, kteří se na tragédii snaží vydělat. Chorobu se nakonec podaří porazit především díky nezlomné vůli a obětování se zúčastněného zdravotnického personálu a dalších lidí.